# Hypnum campoanum
Hypnum campoanum är en bladmossart som beskrevs av Brotherus 1925. Hypnum campoanum ingår i släktet flätmossor, och familjen Hypnaceae. Inga underarter finns listade i Catalogue of Life.